# Matamoros (kommun i Mexiko, Coahuila, lat 25,56, long -103,25)
Matamoros är en kommun i Mexiko.   Den ligger i delstaten Coahuila, i den centrala delen av landet, 800 km nordväst om huvudstaden Mexico City. Arean är 1 004 kvadratkilometer.
Terrängen i Matamoros är kuperad västerut, men österut är den platt.
Följande samhällen finns i Matamoros:
- Matamoros
- San Pedro
- San Antonio del Coyote
- Coyote
- El Cambio
- Hormiguero
- Veinte de Noviembre
- Escuadrón Doscientos Uno
- El Refugio
- Las Palomas
- El Pacífico
- El Sacrificio
- Fraccionamiento los Olivos
- Filipinas
- San Antonio del Alto
- Morelos Dos
- San Isidro
- San Pablo Guelatao
- Irlanda
- Fraccionamiento Residencial 21
- Santa Cecilia
- Congregación Sacrificio